# 진주

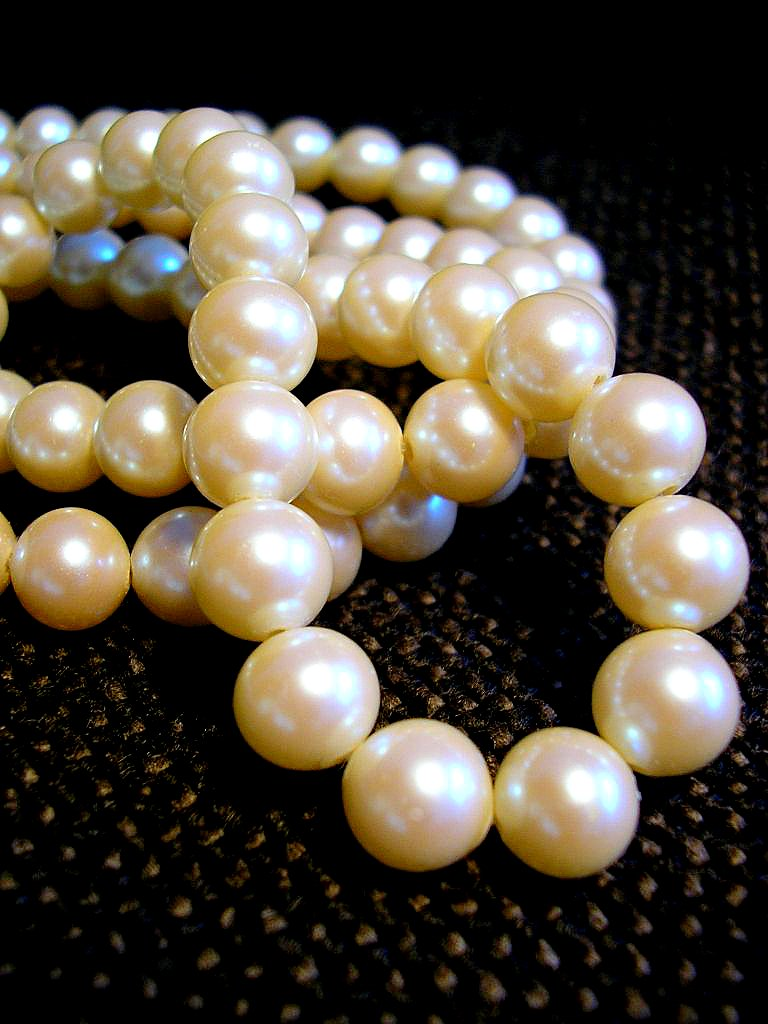
진주 목걸이

진주(眞珠/珍珠, Pearl)는 진주조개, 대합, 전복 등의 체내에 생기는 딱딱한 덩어리로, 탄산칼슘이 주성분이며, 우아하고 아름다운 빛깔의 광택이 나는 보석의 일종이다.

## 종류
- 천연진주(天然珍珠, natural pearl)는 살아있는 진주조개의 분비물에서 형성된다. 표면에서 무지개 같은 광택(이것을 오리엔트라 부른다)이 나는 진주층으로 씌워진 천연산물이다.

- 양식진주(養殖眞珠)는 물의 성분에 따라 해수진주(海水眞珠, Saltwater pearl)와 담수진주(淡水眞珠, Fresh-water pearl)로 나뉘는 것으로 엄연히 천연진주의 일종이다.

- 모조진주(模造眞珠)는 인조진주(imitation pearl, 人造眞珠)라고도 불리며 구슬에 진주광택을 내는 물질을 코팅하여 만드는 것이다. 모조진주는 구슬에 따라 그 종류를 구분하고 있으며, 조개껍질로 만든 구슬에 코팅을 하는 것으로 아직 용어조차 통일되지 않은 핵진주, 유리구슬에 진주가루가 함유된 광택물질을 코팅한 것이 스와로브스키(Swarovski)사에서 생산한 크리스탈펄(흔히 스와로브스키 진주라고 함), 그리고 가장 저급품으로 플라스틱 구슬에 코팅이 된 플라스틱 구슬 등으로 나누고 있다. 진주는 표면에 진주층의 줄무늬와 각면(刻面)이 있으나, 모조진주는 줄무늬뿐이기 때문에 이것으로 구별된다.

## 상징
진주는 6월의 탄생석이며 진주는 순결을 상징하기도 했는데, 이를 이용해 엘리자베스 1세는 초상화에 진주가 많이 있는 옷과 헤어스타일을 함으로써 순결함의 이미지를 만드려고 하였다.

## 설화
클레오파트라가 안토니우스를 유혹할 때 자신의 진주 목걸이에 있는 진주를 빼 식초에 녹여 그 물을 마셨다고 한다.

## 진주가 생기는 이유
진주조개의 몸속에 이물질이 들어오면 진주조개가 그것을 없애기 위해 진주조개의 몸속에 있는 이물질을 탄산칼슘으로 계속 뒤덮어 덩어리가 생기는 데 이것이 바로 진주다. 자연산 진주가 매우 동그란 모양의 진주를 생산하는 경우는 드물다. 그 이유는 진주조개가 진주를 만드는 까닭이 아름다운 진주를 만들고 싶어서가 아니라 자신을 지키기 위해서기 때문이다.

## 같이 보기
- 담수진주
- 알라의 진주